# Tim Pigott-Smith
Tim Pigott-Smith, född 13 maj 1946 i Rugby, Warwickshire, död 7 april 2017  i Northampton, Northamptonshire, var en brittisk skådespelare som fick sitt stora genombrott 1984 i TV-serien Juvelen i kronan.

## Filmografi i urval
- 1976 – Helvetet i skyn
- 1980 – Två kvinnor
- 1981 – Gudarnas krig
- 1984 – Juvelen i kronan (TV-serie)
- 1986 – Död mans fåfänga (TV-film)
- 1993 – Återstoden av dagen
- 2002 – Bloody Sunday
- 2002 – Gangs of New York
- 2002 – The Four Feathers
- 2003 – Johnny English
- 2004 – Alexander
- 2005 – V för Vendetta
- 2008 – Quantum of Solace
- 2010 – Alice i Underlandet
- 2011 – The Hour (TV-serie)
- 2015 – Jupiter Ascending
- 2016 – Whisky Galore!
- 2017 – Kung Charles III (TV-film)
- 2017 – Victoria & Abdul